# Moje finanse – z klasy do kasy
Z klasy do kasy – konkurs giełdowo-ekonomiczny o charakterze gry giełdowej, która umożliwia wirtualne inwestowanie pieniędzy w wybrane instrumenty finansowe. Organizatorami konkursu są: Gazeta Wyborcza, Narodowy Bank Polski, od roku 2003 Fundacja Bankowa im. Leopolda Kronenberga, Fundacja Młodzieżowej Przedsiębiorczości oraz od roku 2012 portal wyborcza.biz. Konkurs skierowany jest do uczniów szkół ponadpodstawowych, czyli gimnazjów, liceów, techników i uczniów szkół zawodowych (nie mogą w nim brać udziału uczniowie szkół dla dorosłych).

## Cele konkursu
Celem nadrzędnym konkursu Z klasy do kasy (konkurs do 2012 roku nosił nazwę „Moje Finanse – Z klasy do kasy”) jest edukacja ekonomiczna młodzieży szkół ponadpodstawowych, przybliżenie uczniom podstawowych instrumentów rynku kapitałowego, mechanizmów giełdy oraz problematyki oszczędzania, a także zaproponowanie nauczycielom narzędzia, ułatwiającego prowadzenie lekcji przedsiębiorczości i stwarzającego możliwość zainteresowania uczniów tematyką ekonomiczną.

## Historia konkursu
Pierwsza edycja konkursu Moje Finanse – Z klasy do kasy – zorganizowana przez krakowską redakcję Gazety Wyborczej oraz Narodowy Bank Polski w 2002 roku – objęła swoim zasięgiem wyłącznie Małopolskę. Podczas drugiej, która odbyła się w 2004 roku, w zmaganiach brali udział uczniowie z województw: dolnośląskiego, opolskiego, śląskiego, świętokrzyskiego, małopolskiego i podkarpackiego. W trzeciej edycji konkursu pojawili się nowi partnerzy akcji: Fundacja Bankowa im. Leopolda Kronenberga i Fundacja Młodzieżowej Przedsiębiorczości. Kolejna, szósta edycja konkursu ruszyła 5 marca 2012 roku. Szczegóły 6 edycji konkursu tutaj.

## Zasady konkursu
Konkurs ma dwa etapy – wojewódzki i ogólnopolski. W pierwszym sprawdzany jest talent inwestycyjny uczestników. Uczniowie poszczególnych szkół na początku zabawy muszą zarejestrować się w konkursie, dobierając się w 3 – 5 osobowe komitety inwestycyjne, które nadzorować ma nauczyciel z danej szkoły. Każdy zespół otrzymuje do dyspozycji wirtualną kwotę pieniędzy i ma prawo zaciągnąć w trakcie gry oprocentowaną pożyczkę. W grze można inwestować w poszczególne instrumenty, takie jak: akcje, lokaty bankowe, waluty, fundusze inwestycyjne. Komitety, które osiągną najlepszy wynik finansowy – biorą udział w półfinale wojewódzkim. Najlepsze 16 komitetów z kraju, spotyka się w finale – organizowanym zazwyczaj w Warszawie (w siedzibie Agory), w którym sprawdzana jest wiedza ekonomiczna uczestników.